# Matthias Hamrol
Matthias Hamrol (ur. 31 grudnia 1993 w Troisdorfie) – niemiecki piłkarz grający na pozycji bramkarza w Koronie Kielce. Posiada też obywatelstwo polskie.

## Kariera piłkarska
Jako junior trenował w Sportfreunde Troisdorf 05, Borussii Mönchengladbach i RB Leipzig. W sezonie 2012/2013 znajdował się w seniorskiej kadrze tego ostatniego zespołu. Latem 2013 testowany był we Flocie Świnoujście, występując w jej barwach w sparingu z UKP Zielona Góra (2:1). W latach 2013–2015 był zawodnikiem drugiej drużyny VfL Wolfsburg, rozgrywając w tym czasie sześć meczów w Regionallidze (czwarty poziom ligowy). W sezonie 2015/2016 występował w piątoligowym SSV Reutlingen 05, którego był podstawowym bramkarzem (28 spotkań w lidze i jedno w Pucharze Niemiec). W sezonie 2016/2017 grał w 1. FC Köln II.
W czerwcu 2017 testowany był w Odrze Opole, występując w sparingu z GKS-em Katowice. Następnie rozpoczął treningi z Koroną Kielce, z którą w lipcu podpisał dwuletni kontrakt. W Ekstraklasie zadebiutował 7 kwietnia 2018 w meczu ze Śląskiem Wrocław (1:1). W rozegranym 21 kwietnia 2018 spotkaniu z Jagiellonią Białystok (0:3) obronił wykonywany przez Arvydas Novikovasa rzut karny. Sezon 2017/2018 zakończył z czterema występami w lidze na koncie.

## Statystyki
| Sezon                   | Kraj   | Klub              | Rozgrywki    | Mecze | Bramki |
| ----------------------- | ------ | ----------------- | ------------ | ----- | ------ |
| 2013/2014               | Niemcy | VfL Wolfsburg II  | Regionalliga | 2     | 0      |
| 2014/2015               | Niemcy | VfL Wolfsburg II  | Regionalliga | 4     | 0      |
| 2015/2016               | Niemcy | SSV Reutlingen 05 | Oberliga     | 28    | 0      |
| 2016/2017               | Niemcy | 1. FC Köln II     | Regionalliga | 18    | 0      |
| 2017/2018               | Polska | Korona Kielce     | Ekstraklasa  | 4     | 0      |
| 2018/2019               | Polska | Korona Kielce     | Ekstraklasa  | 19    | 0      |
| Stan na 22 grudnia 2018 |        |                   |              |       |        |